# Aloe bargalensis
Aloe bargalensis (укр. Алое баргалензис, алое баргальське)  — сукулентна багаторічна рослина, що належить до роду алое родини ксантореєвих. Видова назва походить від району Баргал (англ. Bargal) в Сомалі, де були знайдені ці рослини.

## Опис
Багаторічна трав'яниста рослина, сукулент, геофіт. Рослини одиночні або з невеликою кількістю відростків. Стебло соковите, дуже коротке або відсутнє, в цьому випадку листки зібрані в розетку. Листків до 20 штук, вони 30-60 см завдовжки, 6-20 см завширшки, вузьколанцетні, дещо вигнуті, темно-сизо-зелені, з помітними білими смугами з обох сторін, з жорсткими шипами по краях 1-2 мм завдовжки.
Суцвіття до 150 см заввишки, одиночні або розгалужені на 1-2 гілки, кожна з яких являє собою вузькоциліндричні, нещільні китиці 30-40 см завдовжки. Приквітки завдовжки до 15 мм, завширшки до 5 мм. Довжина квітконіжок сягає 5-7 мм. Квітки червонуваті з жовтим зевом, відвисаючі; оцвітина вузька, 30 мм завдовжки, 5 мм в поперечнику. Пиляки виходять на 3 мм. Зав'язь 5 мм завдовжки та 1,5 мм завширшки.

## Екологія та поширення
Рослина світло- та теплолюбна, посухостійка. Зростає поодиноко, зрідка утворює невеликі скупчення. Часто входить до складу рослинних угруповань разом із Boswellia freereana, Acacia ankokib та різноманітними аденіумами.
Aloe bargalensis зростає в напівпустельних районах Північно-Східного Сомалі. В оригінальному описі повідомляється, що ареал розташований в районі Баргал на березі Індійського океану навколо мису Гвардафуй до Дурбо на березі Аденської затоки, а також східніше, серед пагорбів Кел Мадов (поблизу Галгало). Зростає на схилах і плато, на малих висотах до 1 100 м над рівнем моря або навіть неподалік від узбережжя, на вапняках. Відомо 5 субпопуляцій, розташованих на площі 14 000 км².

## Охоронний статус
Aloe bargalensis занесено до Червоного списку Міжнародного союзу охорони природи зі статусом «вид, близький до загрозливого стану». Місця зростання Aloe bargalensis розташовані в дуже віддалених і мало заселених областях. Однак, там мешкає кочовий народ, чия худоба може становити загрозу для виду (витоптування і деградація середовища існування), але не відомо напевно, що це відбувається. Зміна клімату може також стати загрозою для цього виду в майбутньому.
Незважаючи на це, в Сомалі наразі немає охоронюваних територій. До охоронних заходів можна віднести лише вирощування цієї рослини в кількох ботанічних садах.